# Сорокин, Владимир Николаевич
Владимир Николаевич Сорокин (укр. Володимир Миколайович Сорокін; 3 февраля 1937, Москва, СССР) — советский футболист, полузащитник, защитник, мастер спорта СССР (1960), обладатель Кубка СССР (1962).

## Футбольная биография
Коренной москвич, Владимир Сорокин начинал с дворового футбола, позже поступил в футбольную школу московского «Динамо», где прошёл все возрастные категории и в 1954 году был зачислен в штат команды мастеров. Играл за дублирующий состав. В 1955 году, на предсезонных сборах получил серьёзную травму, повредил мениск правого коленного сустава, весь год ушёл на лечение и восстановление. Оправившись от травмы, снова стал регулярно выходить на поле в турнире дублёров. А 14 мая 1957 года, состоялся дебют за основной состав, в матче «Спартак» (Минск) — «Динамо» (Москва)- 0:0. Но больше к играм за основу не привлекался.
В начале 1958 года Владимира Сорокина и его одноклубника Адамаса Голодца, приглашают в киевское «Динамо». В команде их столицы Украинской ССР, Владимир сразу же стал игроком основы, играя вместе с Йожефом Сабо и Юрием Войновым в линии полузащиты, проведя в сезоне за свой новый клуб 20 матчей из 22. В 1960 году, Сорокин стабильно играя в основе, вместе с командой становится серебряным призёром чемпионата СССР. Неприятности для Владимира начались в 1961 году, ставшем «золотым» для киевского «Динамо». Сначала, из-за операции по удалению аппендицита, пропустил часть предсезонной подготовки, позже из-за трагических обстоятельств- смерти отца, вынужден был пропустить ещё часть подготовки. В результате, стабилизация состава проходила без Сорокина, который с началом чемпионата должен был набирать игровую форму в дублирующем составе. Все эти события закончились конфликтом игрока с главным тренером Вячеславом Соловьёвым, после которого, в июне 1961 года футболист покинул киевский клуб и возвратился в московское «Динамо».
В столичном клубе Сорокин получил место в стартовом составе. А вскоре, 23 июня 1961 года, уже вышел играть против киевских динамовцев. Матч закончился со счётом 5:0 в пользу москвичей, а сам Сорокин отличился голом в ворота своих бывших одноклубников. Но в целом, сезон для московских динамовцев сложился неудачно, в итоге команда заняла 11 место. Вскоре на посту главного тренера Всеволода Блинкова сменил Александр Пономарёв, при котором места в основном составе для Владимира не нашлось.
В 1962 году полузащитника приглашает в донецкий «Шахтёр» Олег Ошенков, который работал с Владимиром в киевском «Динамо» и хорошо знал его возможности. Сорокин сразу же закрепился в основном составе, проведя в дебютном сезоне за донецкую команду 24 матча и забив один гол, снова отличившись в воротах киевских динамовцев. В том же году Владимир стал обладателем Кубка СССР. В решающем матче горняки, благодаря голам Валентина Сапронова и Виталия Савельева победили команду «Знамя труда». Мог отличиться в финале и Сорокин, но на последней минуте матча не реализовал пенальти, попав в стойку ворот. В 1963 году Владимир вновь играл в финальном матче на Кубок СССР, но на этот раз донецкий клуб в решающем матче уступил московскому «Спартаку» 1:2.
Всего в «Шахтёре» Владимир Сорокин провёл шесть сезонов. В 1968 году футболист покинул горняцкий клуб, проведя по полгода в ждановском «Азовце», выступавшем во второй группе класса «А» и «Буковине», успев стать с черновицким клубом бронзовым призёром в своей зоне класса «Б», после чего перебрался в черниговскую «Десну». В начале 1969 года снова получил травму. так и не сыграв в новом сезоне за черниговский клуб, принял решение завершить активную игровую карьеру.

## После окончания игровой карьеры
Завершив активные выступления, Владимир Николаевич вернулся в Киев, где в течение трёх лет тренировал футбольную команду завода «Арсенал». Оставив тренерскую карьеру, работал в различных отраслях, не связанных с футбольной деятельностью. Занимался организацией игр ветеранов киевского «Динамо».

## Достижения
- Серебряный призёр чемпионата СССР: (1960)
- Обладатель Кубка СССР: (1962)
- Финалист Кубка СССР: (1963)

## Награды
Награждён медалью «За труд и победу» (2011).